# Władimir Odojewski
Władimir Fiodorowicz Odojewski (Владимир Фёдорович Одоевский, ur. 1 sierpnia?/13 sierpnia 1804 w Moskwie zm. 27 lutego?/11 marca 1869 tamże) – rosyjski pisarz, książę, kompozytor, filantrop i pedagog. Nazywany „rosyjskim Hoffmannem”.

## Życiorys
Książęta Odojewscy należeli do starej rosyjskiej arystokracji wywodzącej się z czernihowskiej linii Rurykowiczów. Władimir Fiodorowicz odebrał wykształcenie typowe dla przedstawiciela moskiewskiej elity. W latach 1816–1822 studiował na Uniwersytecie Moskiewskim. W połowie lat dwudziestych Odojewski przewodził tajnemu towarzystwu Lubomudrych, w którym razem z przyjaciółmi dyskutował idee niemieckich filozofów, m.in. Friedricha Schellinga. W tym czasie poznał wielu słowianofili i zapadników.
Od 1824 Odojewski był aktywnym krytykiem literackim i dziennikarzem. W latach trzydziestych pisał dla magazynu Sowriemiennik. W 1826 przeprowadził się do Petersburga, gdzie został wicedyrektorem Carskiej Biblioteki Publicznej.
W 1846 został dyrektorem Muzeum Rumiancewa; wraz z przeniesieniem muzeum, w 1862 powrócił do Moskwy, gdzie zmarł 27 lutego 1869. Został pochowany na Starym Cmentarzu Dońskim.

## Twórczość
Próbując naśladować Ludwiga Tiecka i Novalisa, Odojewski pisał opowiadania dla dzieci i fantastyczne nowele dla dorosłych, były one przepojone mglistą mistyką w stylu Jakuba Böhmego i Louisa-Claude’a de Saint Martin.